# Prostantera
Prostantera (lat. Prostanthera), rod medićevki smješten u tribus Westringieae, dio potporodice Prostantheroideae. Sastoji se od 112 vrsta, mirisnih vazdazelenih grmova iz Australije.

## Opis
Prostantere su do srednje gusti grmovi, do  1,8 m. visine s vrlo aromatičnim lišćem koje neprestano ispušta esenciju mente u atmosferu. Ima raskošne cvjetove boje ljubičice tijekom proljeća i ranog ljeta, koje privlaći leptire i male ptice koje jedu kukce.
Prostanthera se mogu pojaviti kao polegnute biljke, mali, srednji ili viši grmovi i rijetko oblici stabla kao kod P. lasianthos. Lišće je često zbijeno i privlačno na često četvrtastim stabljikama. Listovi su naizmjenični i nasuprotni, srednje zeleni, nesjajni, dok je podlišće nešto bljeđe. 
Otprilike 80% biljke sadrži aromatična ulja u svojim listovima, a glavna komponenta je ulje cineola. Prostanthera sieberi, P. incisa i P. staurophylla su ugodno neodoljive u svojim izlučevinama kada se zdrobe. Kod uzgoja preporuča se postavljanje prostantera kao graničnih biljaka ili u blizini staza jer se miris mente oslobađa kada se o njih očeše. Ulje iz lišća nekih vrsta destilira se za upotrebu u kozmetici i kao dodaci sapunu. 
Listovi mogu biti okrugli, lancetasti, jajoliki ili čak okruglasti i relativno male veličine, npr. 25 mm x 10 mm za jajaste, s 25 mm x 5 mm za lancetaste oblike. Međutim, dok su pojedinačno razmjerno mali, listovi su obično mnogobrojni.
Cvjeta od srpnja do siječnja na suncu ili u polusjeni, ovisno o vrsti. Cvjetovi se mogu pojaviti kao pojedinačni pazušni cvjetovi ili kao završni grozdovi ili metlice. Čaška je dvousna i može biti dlakava, vjenčić je dvousni, u mnogim nijansama spektra; gornja usna je dvorežnjasta dok je donja usna trorežnjasta, prašnika ima četiri. Cvjetovi mogu biti cjevasti u velikom broju. Postoje dva oblika cvijeća unutar roda. Sekcija Klanderia uključuje P. calycina, P. aspalathoides i P. porcata. Ove vrste imaju dugačke tanke cjevaste cvjetove i posjećuju ih kukci. Prostanthere kao što su P. ovalifolia i P. cuneata imaju pravilnije cjevaste cvjetove koji su privlačni kukcima. Dok potonja vrsta s pravilnim cvjetovima sadrži bezbroj oblika boja, cvjetovi su plavi do ljubičasti, ružičasti ili bijeli. Sekcija Klanderia je uglavnom ružičasta, crvena ili narančasta.

## Vrste
1. Prostanthera albiflora B.J.Conn
2. Prostanthera albohirta C.T.White
3. Prostanthera althoferi B.J.Conn
4. Prostanthera ammophila B.J.Conn
5. Prostanthera arapilensis M.L.Williams, Drinnan & N.G.Walsh
6. Prostanthera arenicola S.Moore
7. Prostanthera askania B.J.Conn
8. Prostanthera aspalathoides A.Cunn. ex Benth.
9. Prostanthera athertoniana B.J.Conn & T.C.Wilson
10. Prostanthera baxteri A.Cunn.
11. Prostanthera behriana Schltdl.
12. Prostanthera caerulea R.Br.
13. Prostanthera calycina F.Muell. ex Benth.
14. Prostanthera campbellii F.Muell.
15. Prostanthera canaliculata F.Muell.
16. Prostanthera carrickiana B.J.Conn
17. Prostanthera centralis B.J.Conn
18. Prostanthera chlorantha (F.Muell.) Benth.
19. Prostanthera cineolifera R.T.Baker & H.G.Sm.
20. Prostanthera clotteniana (F.M.Bailey) A.R.Bean
21. Prostanthera collina Domin
22. Prostanthera conniana T.C.Wilson
23. Prostanthera crocodyloides T.C.Wilson
24. Prostanthera cruciflora J.H.Willis
25. Prostanthera cryptandroides A.Cunn.
26. Prostanthera cuneata Benth.
27. Prostanthera decussata F.Muell.
28. Prostanthera densa A.A.Ham.
29. Prostanthera denticulata R.Br.
30. Prostanthera discolor R.T.Baker
31. Prostanthera eckersleyana F.Muell.
32. Prostanthera elisabethae B.J.Conn & T.C.Wilson
33. Prostanthera eriocalyx Gand.
34. Prostanthera eungella B.J.Conn & K.M.Proft
35. Prostanthera eurybioides F.Muell.
36. Prostanthera ferricola B.J.Conn & K.A.Sheph.
37. Prostanthera florifera B.J.Conn
38. Prostanthera galbraithiae B.J.Conn
39. Prostanthera gilesii Althofer ex B.J.Conn & T.C.Wilson
40. Prostanthera granitica Maiden & Betche
41. Prostanthera grylloana F.Muell.
42. Prostanthera hindii B.J.Conn
43. Prostanthera hirtula F.Muell. ex Benth.
44. Prostanthera howelliae Blakely
45. Prostanthera incana A.Cunn. ex Benth.
46. Prostanthera incisa R.Br.
47. Prostanthera incurvata B.J.Conn
48. Prostanthera junonis B.J.Conn
49. Prostanthera lanceolata Domin
50. Prostanthera largiflorens B.J.Conn & K.M.Proft
51. Prostanthera laricoides B.J.Conn
52. Prostanthera lasiangustata Carrick ex B.J.Conn & K.M.Proft
53. Prostanthera lasianthos Labill., tipična
54. Prostanthera linearis R.Br.
55. Prostanthera lithospermoides F.Muell.
56. Prostanthera magnifica C.A.Gardner
57. Prostanthera makinsonii B.J.Conn & T.C.Wilson
58. Prostanthera marifolia R.Br.
59. Prostanthera megacalyx C.T.White & W.D.Francis
60. Prostanthera melissifolia F.Muell.
61. Prostanthera microphylla (R.Br.) A.Cunn. ex Benth.
62. Prostanthera monticola B.J.Conn
63. Prostanthera mulliganensis B.J.Conn & T.C.Wilson
64. Prostanthera nanophylla B.J.Conn
65. Prostanthera nivea A.Cunn.
66. Prostanthera nudula J.M.Black ex E.L.Robertson
67. Prostanthera oleoides T.C.Wilson & B.J.Conn
68. Prostanthera ovalifolia R.Br.
69. Prostanthera palustris B.J.Conn
70. Prostanthera parvifolia Domin
71. Prostanthera patens B.J.Conn
72. Prostanthera pattila Gand.
73. Prostanthera pedicellata B.J.Conn
74. Prostanthera petraea B.J.Conn
75. Prostanthera petrophila B.J.Conn
76. Prostanthera phylicifolia F.Muell.
77. Prostanthera porcata B.J.Conn
78. Prostanthera prostantheroides (F.Muell.) T.C.Wilson, Henwood & B.J.Conn
79. Prostanthera prunelloides R.Br.
80. Prostanthera rhombea R.Br.
81. Prostanthera ringens Benth.
82. Prostanthera rotundifolia R.Br.
83. Prostanthera rugosa A.Cunn. ex Benth.
84. Prostanthera rupicola B.J.Conn & K.M.Proft
85. Prostanthera saxicola R.Br.
86. Prostanthera schultzii F.Muell.
87. Prostanthera scutata C.A.Gardner
88. Prostanthera scutellarioides (R.Br.) Druce
89. Prostanthera sejuncta M.L.Williams, Drinnan & N.G.Walsh
90. Prostanthera semiteres B.J.Conn
91. Prostanthera sericea (J.M.Black) B.J.Conn
92. Prostanthera serpyllifolia (R.Br.) Briq.
93. Prostanthera sieberi Benth.
94. Prostanthera spathulata T.C.Wilson & B.J.Conn
95. Prostanthera spinosa F.Muell.
96. Prostanthera splendens B.J.Conn
97. Prostanthera staurophylla F.Muell.
98. Prostanthera stenophylla B.J.Conn
99. Prostanthera striatiflora F.Muell.
100. Prostanthera stricta R.T.Baker
101. Prostanthera subalpina B.J.Conn & K.M.Proft
102. Prostanthera suborbicularis C.T.White & W.D.Francis
103. Prostanthera tallowa B.J.Conn & T.C.Wilson
104. Prostanthera teretifolia Maiden & Betche
105. Prostanthera tozerana B.J.Conn & T.C.Wilson
106. Prostanthera tysoniana (Carrick) B.J.Conn
107. Prostanthera verticillaris B.J.Conn
108. Prostanthera violacea R.Br.
109. Prostanthera volucris R.P.O´Donnell
110. Prostanthera walteri F.Muell.
111. Prostanthera wilkieana F.Muell.
112. Prostanthera williamsii B.J.Conn & K.M.Proft

## Sinonimi
- Chilodia R.Br.; Prodr. Fl. Nov. Holland. 507 (1810)
- Cryphia R.Br.; Prodr. Fl. Nov. Holland. 508 (1810)
- Klanderia F.Muell.; Linnaea 25: 426 (1852)
- Eichlerago Carrick; J. Adelaide Bot. Gard. 1(2): 115 (1977)
- Wrixonia F.Muell.; Fragm. 10: 18 (1876)